# Alen Pajenk
Alen Pajenk, slovenski odbojkar, * 23. april 1986, *Maribor

## Kariera

### Klubska kariera
Kariera Alena Pajenka se je začela leta 2003, ko se je pridružil klubu iz Maribora, klub v slovenski prvi ligi. V Mariboru je ostal 4 sezone in v tem času osvojil pokal Slovenije.
V sezoni 2007-2008 se je preselil k ACH Volleyu s soigralci je osvojil tri prvenstva in pokal Slovenije ter dvakrat srednjeevropski pokal MEVZA. V tem letu je prejel vpoklic v Slovensko reprezentanco. 
V sezoni 2010-11 se je preselil v Italijo k Veroni. Naslednjo sezono pa oblekel dres Lube Volleya iz Macerate, z njimi osvojil italijansko prvenstvo in v sezoni 2012/13 Italijanski superpokal.
V sezoni 2013-14 je podpisal za poljski klub Jastrzêbski Wêgiel, kjer je ostal dve leti. 
Za tem se je za dve leti preselil v Turčijo k ekipi Fenerbahçe v turški 1. ligi in osvojil Turški pokal 2016-17.
V sezoni 2017-2018 se je vrnil v Italijansko Serio A1 k Veroni nato pa podpisal za  Czarni Radom iz Poljske. 
Junija 2021 je podpisal pogodbo za grški klub Olympiacos, ki ga je prepričal s svojimi ambicijami.

### Reprezentančna kariera
Pajenk je leta 2008 prejel klic v Slovensko reprezentanco. Naslednje leto je na Sredozemskih igrah v Pescari osvojil bron. S soigralci je dve leti za tem osvojil bron v Evropski ligi, ki je leta 2011 potekalo na Slovaškem. Prvo zmago pa so Slovenci zabeležili leta 2015 v evropski ligi. 
Leta 2015 so naši odbojkarji pod vodstvom Andree Gianija osvojili srebrno medaljo na evropskem prvenstvu leta 2015  v Bolgariji in Italiji, Pajenk pa je z reprezentanco prišel tudi v svetovno ligo in se s soigralci že leta 2016 veselil zlate medalje ter uvrstitve v drugo kakovostno skupino. V njej je naša izbrana vrsta slavila že v naslednji sezoni ter si priigrala uvrstitev v prvi kakovostni razred, a je mednarodna zveza (FIVB) tekmovanje ukinila in ustanovila Volleyball Nations League (VNL), v kateri Slovenija ni dobila mesta.
Leta 2018 so naši odbojkarji prvič nastopili na svetovnem prvenstvu in osvojili 12. mesto, leta 2019 pa so se skozi pokal Challenger uvrstili v VNL, med odbojkarsko elito.
Leto 2019 je prineslo tudi nov izjemen uspeh, srebrno odličje na domačem evropskem prvenstvu, ki ga je Slovenija gostila skupaj s Francijo, Belgijo in Nizozemsko.